# Bruno Peter
Bruno Edmund August Peter, född 11 december 1853 i Weida, Thüringen, död 21 februari 1911, var en tysk astronom.  
Peter blev observator vid observatoriet i Leipzig 1876 och extra ordinarie professor i praktisk astronomi vid universitetet där 1899. Han utförde, huvudsakligen med användande av heliometer, mycket värdefulla bestämningar av fixstjärnparallaxer och uppmätningar av stjärngrupper. Särskilt genom sina parallaxbestämningar, som räknades till de dittills noggrannaste, inlade han mycket stora förtjänster om stellarastronomin.